# ريان دل مونتي
ريان دل مونتي هو لاعب هوكي الجليد كندي، ولد في 13 سبتمبر 1983 في موبيل في الولايات المتحدة.

## وصلات خارجية
- ريان دل مونتي على موقع دوري الهوكي الوطني (الإنجليزية)
- ريان دل مونتي على موقع EliteProspects.com (الإنجليزية)
- ريان دل مونتي على موقع HockeyDB.com (الإنجليزية)